# 如意自在

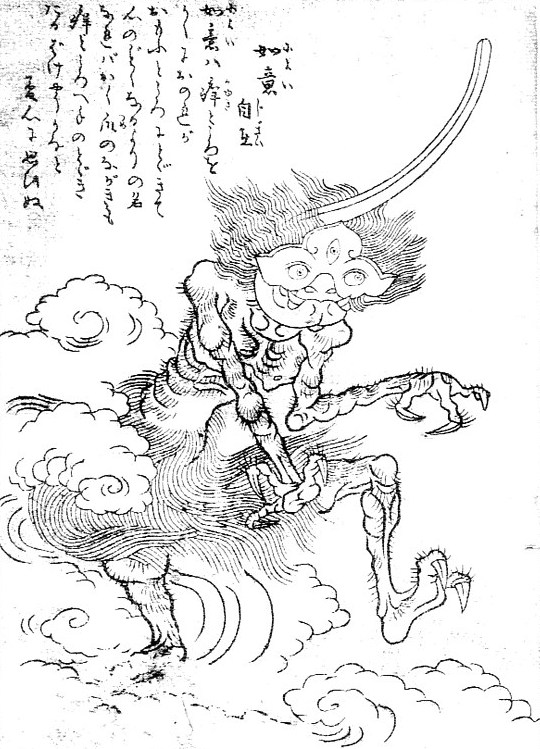
鳥山石燕『百器徒然袋』より「如意自在」

如意自在（にょいじざい）は、鳥山石燕による江戸時代の妖怪画集『百器徒然袋』にある日本の妖怪。
如意（にょい）とは僧侶の持つ仏具のことで、孫の手のように背中を掻くためにも用いられていた。石燕によるこの妖怪画の解説にも「如意は痒きところをかくにおのれがおもふところにとどきて……」と綴られており、背中などに手が届かない際に、自在に痒いところを掻くことができる如意を不思議な妖怪にたとえたものと解釈されている。
『百器徒然袋』に描かれているほかの妖怪たちと同様に、石燕が室町時代の『百鬼夜行絵巻』に描かれている如意を題材とした妖怪をもとにしてこの妖怪を描いたと考えられている。如意を題材とした妖怪は真珠庵所蔵の百鬼夜行絵巻などにある（扇の妖怪と共に描かれている爪の長い茶色の妖怪）。東京国立博物館所蔵のものにはそれとはまた別の形状の羽根が生えて飛んでいる如意の妖怪も描かれている。

## 平成以後の解説
妖怪漫画家・水木しげるの著作における解説には、付喪神（器物が変化した妖怪）の一種であり、孫の手同様に長い腕と指で痒いところを掻く妖怪とある。油断すると爪で手痛い傷を負わされるとされている。